# Can Toni Oller
Can Toni Oller és una masia de Gelida (Alt Penedès) protegida com a Bé Cultural d'Interès Local.

## Descripció
Masia de planta rectangular, amb coberta a dues aigües, que consta de planta i pis. El cos principal té dos cossos afegits de manera simètrica però mentre un d'ells manté l'estructura tradicional i allarga la coberta històrica, l'altre ha constituït l'accés a un pati lateral tancat.